# Jovim

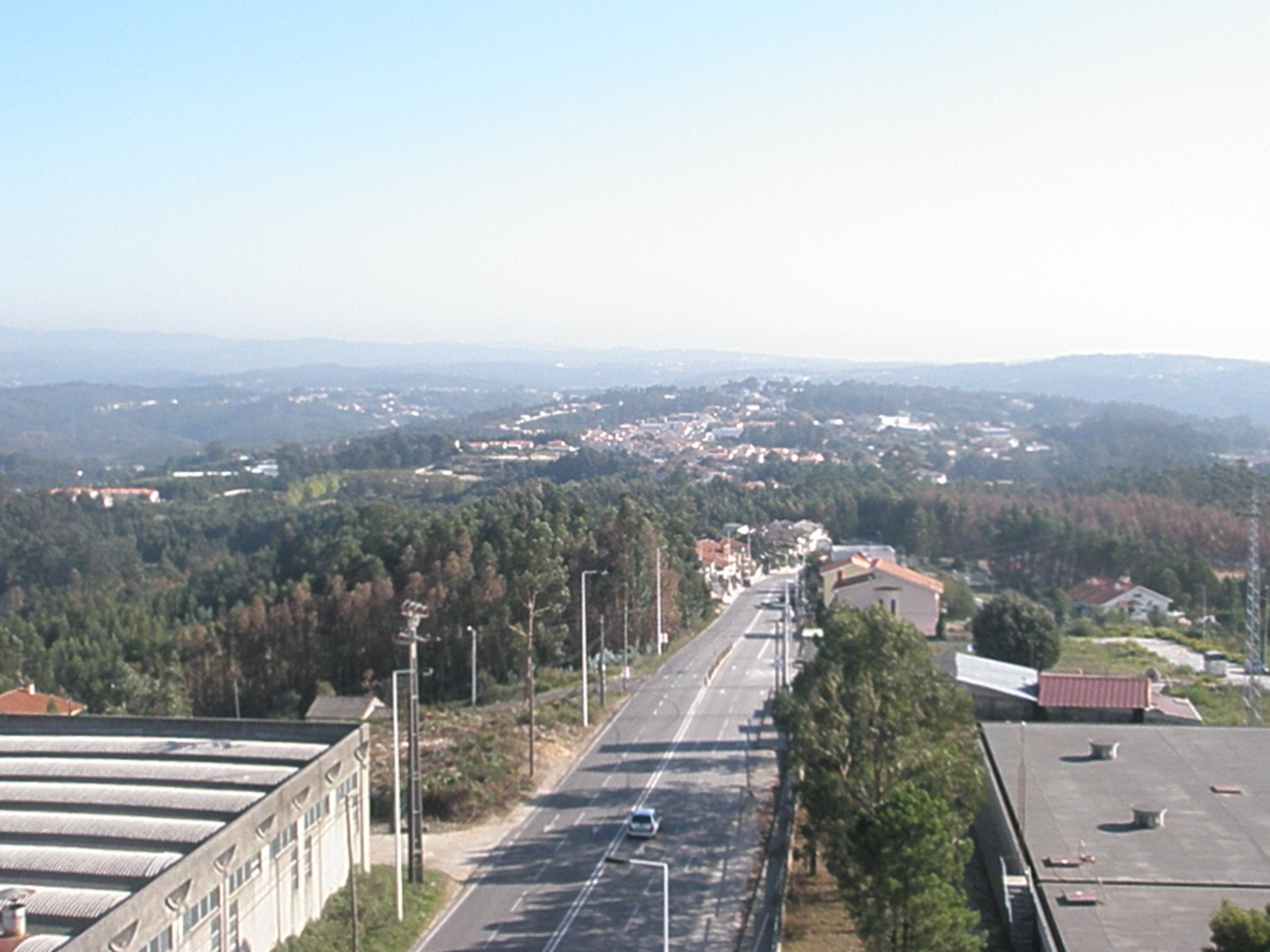
Jovim visto do lugar da Touta

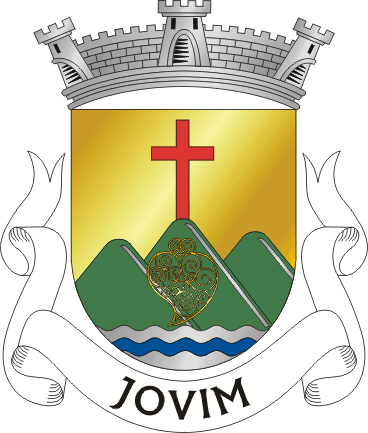
Brasão de Armas

localização de Jovim em Gondomar

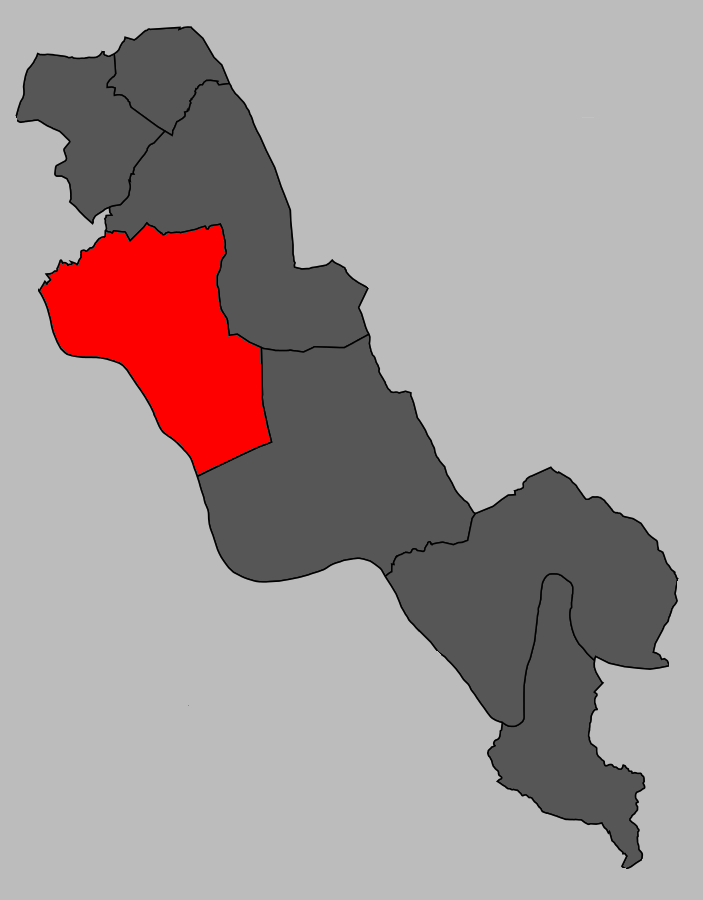
Mapa da União de Freguesias de Gondomar(S.Cosme),Valbom e Jovim

Jovim é uma povoação portuguesa do Município de Gondomar que foi sede da Freguesia de Jovim. A freguesia que tinha uma área total de 8,18 km² e com uma população de 11 128 habitantes (2011), tendo, por isso, uma densidade populacional de 1,241 hab/km², era limitada a sul pelo rio Douro, a norte e a oeste por São Cosme a noroeste por São Pedro da Cova e a este pela Foz do Sousa.    
A Freguesia de Jovim foi extinta em 2013, no âmbito de uma reforma administrativa nacional, para, em conjunto com as freguesias de São Cosme e Valbom, formar uma nova freguesia denominada União das Freguesias de Gondomar (São Cosme), Valbom e Jovim com a sede em São Cosme.
É dividida em 20 lugares: Estrada, Pinheiro, Cambitos,  Senhora das Neves, São Martinho, Vessada, Quinta das Luzes, Touta, Escoura, Cruz da Agra, Cabanas, Presa do Monte, Trás da Serra, Barraca, Outeiro, Tronco, Atães, Marecos e Azenha. 
Conta também com vários clubes de futebol, o Clube Recreativo Ataense, localizado em Atães com o seu próprio estádio, o A.D. Leões Cabanenses F. C. e o Clube Recreativo e Desportivo Santa Cruz.  
Esta freguesia já recebeu 2 etapas da Volta a Portugal de Bicicleta.
Jovim foi elevada à categoria de vila em 2013 denominando-se Vila de Jovim.[carece de fontes?]
O ponto mais alto de'Jovim fica no  lugar do Tronco, com 189 metros de altitude.
A padroeira é Santa Cruz, celebrada no segundo domingo de Setembro.
Pertenceu ao antigo concelho de Aguiar de Sousa antes de passar para o município de Gondomar.
A servir a população, Jovim conta também com dois hipermercados, o Santa Justa Jovim e o Intermarché Jovim.  
Jovim também tem uma praia fluvial, localizada em Marecos com vista para o Douro e um clube de canoagem, o Clube Náutico de Marecos.
Antônio Carlos Jobim, compositor Brasileiro e um dos criadores do género musical Bossa-Nova, tem origens em Jovim. O trisavô paterno do compositor, José Martins da Cruz Jobim, era natural de Jovim, Gondomar, Portugal. O sobrenome de Jobim alude a essa localidade, devido ao fato de haver dois oficiais do exército com o mesmo sobrenome, então o tenente Jose passou a ser conhecido como Martins da Cruz de Jovim, mais tarde alterado para Jobim, por causa da influência da pronuncia Uruguaia.

## População
| População da freguesia de Jovim | População da freguesia de Jovim | População da freguesia de Jovim | População da freguesia de Jovim | População da freguesia de Jovim | População da freguesia de Jovim | População da freguesia de Jovim | População da freguesia de Jovim | População da freguesia de Jovim | População da freguesia de Jovim | População da freguesia de Jovim | População da freguesia de Jovim | População da freguesia de Jovim | População da freguesia de Jovim | População da freguesia de Jovim |
| ------------------------------- | ------------------------------- | ------------------------------- | ------------------------------- | ------------------------------- | ------------------------------- | ------------------------------- | ------------------------------- | ------------------------------- | ------------------------------- | ------------------------------- | ------------------------------- | ------------------------------- | ------------------------------- | ------------------------------- |
| 1864                            | 1878                            | 1890                            | 1900                            | 1911                            | 1920                            | 1930                            | 1940                            | 1950                            | 1960                            | 1970                            | 1981                            | 1991                            | 2001                            | 2011                            |
| 2 236                           | 2 234                           | 3 452                           | 4 651                           | 4 825                           | 4 919                           | 5 352                           | 6 998                           | 7 358                           | 8 117                           | 9 160                           | 10 250                          | 10 324                          | 10 978                          | 11 128                          |

| Distribuição da População por Grupos Etários | Distribuição da População por Grupos Etários | Distribuição da População por Grupos Etários | Distribuição da População por Grupos Etários | Distribuição da População por Grupos Etários | Distribuição da População por Grupos Etários | Distribuição da População por Grupos Etários | Distribuição da População por Grupos Etários | Distribuição da População por Grupos Etários | Distribuição da População por Grupos Etários |
| -------------------------------------------- | -------------------------------------------- | -------------------------------------------- | -------------------------------------------- | -------------------------------------------- | -------------------------------------------- | -------------------------------------------- | -------------------------------------------- | -------------------------------------------- | -------------------------------------------- |
| Ano                                          | 0-14 Anos                                    | 15-24 Anos                                   | 25-64 Anos                                   | > 65 Anos                                    |                                              | 0-14 Anos                                    | 15-24 Anos                                   | 25-64 Anos                                   | > 65 Anos                                    |
| 2001                                         | 1 240                                        | 1 140                                        | 3 995                                        | 1 737                                        |                                              | 17,4%                                        | 16,0%                                        | 56,2%                                        | 10,4%                                        |
| 2011                                         | 1 094                                        | 828                                          | 5 247                                        | 3 977                                        |                                              | 15,3%                                        | 11,6%                                        | 59,4%                                        | 13,7%                                        |

## Património
- Igreja Paroquial de Jovim
- Capela da Senhora das Neves (Atães)
- Capela de São Martinho (Cabanas)
- Salão Paroquial de Jovim
- Estádio Clube Recreativo Ataense